# Johann Heinrich von Fuchs
Johann Heinrich Fuchs, seit 1716 von Fuchs (* 26. Dezember 1664 in Monzingen; † 11. Juli 1727 in Berlin) war ein preußischer Jurist, Geheimer Kammer- und Finanzrat dann Vizepräsident und dirigierender Minister im General-Ober-Finanz-Kriegs- und Domainen-Direktorium sowie Erbherr auf Wustermark.

## Leben

### Herkunft
Seine Eltern waren Johann Jakob Fuchs (1641–1704) und dessen Ehefrau Maria Margaretha, geborene Kilburger (1642–1713).

### Karriere
Fuchs studierte ab 1685 in Heidelberg. Dort wurde Heinrich von Cocceji auf ihn aufmerksam und als die Franzosen im Pfälzischen Erbfolgekrieg das Land verwüsteten, holte er ihn 1691 als ordentlichen Professor nach Frankfurt (Oder). Dort wurde er 1693 Doktor der Rechte und ging 1696 als Amtskammerrat nach Berlin. Hier wurde er 1697 Kammergerichtsrat und Direktor des Kriminalkollegiums. Am 20. November 1716 wurde er geadelt, 1719 Präsident des Kammergerichts, 1723 Geheimer Kammer- und Finanzrat, Vizepräsident und dirigierender Minister bei dem damals errichteten Generaldirektorium. Er schrieb einige juristische Dissertationen.

### Familie
Er heiratete im Jahr 1696 Catharina Margaretha Glöckner. Das Paar hatte mehrere Kinder:
- Karl Jakob (1697–1756), Präsident der Halberstädter Kriegs- und Domänenkammer
- Heinrich Kasimir (1698–1726), Sekondeleutnant
- Maria Henrietta (1703–1723)
- Conrad Ludwig (1705–1772), Kriegs-, Domänen- und Steuerrat[2] ⚭ Maria Helene von Lüderitz (1721–1782)[3]
- Karl Friedrich (1750–1802), Hauptmann ⚭ Philippine Sophie Elisabeth Wanney, Eltern von Karl von Fuchs
- Katharina Charlotte (1707–1726) ⚭ 1725 Karl von Roden